# Charles Virolleaud
Charles Virolleaud (2 de julio de 1879, Barbezieux, Charente – 17 de diciembre de 1968, París) fue un arqueólogo francés.

## Biografía
Fue director del Servicio arqueológico para el alto comisionado de Francia en Siria y Líbano y profesor de la École Pratique des Hautes Études. Participó especialmente en las excavaciones de Ugarit. Fue elegido miembro de la Academia de las inscripciones y lenguas antiguas en 1941 y miembro y luego presidente (1951-1964) de la Société asiatique.

## Obra
Sus obras más importantes son La Civilisation phénicienne (1933) y La Méthologie phénicienne (1938).